# Reginald Foresythe
Reginald Foresythe (Londen, 28 mei 1907 – aldaar, 28 december 1958) was een Britse jazzpianist, -arrangeur, -componist en orkestleider.

## Biografie
Foresythe werd geboren en overleed in Londen. Zijn vader was een West-Afrikaanse advocaat van Creoolse afkomst in Sierra Leone en zijn moeder was een Engelse van Duitse afkomst. De familie Foresythe stamde af van Charles Foresythe, een koloniale ambtenaar uit Sierra Leone, die zich in de jaren 1860 in Lagos (Nigeria) vestigde. Charles Foresythe werd geboren in het begin van de negentiende eeuw als zoon van een Europese legerkapitein en een moeder van het eiland Tasso, Sierra Leone.
Hij speelde piano vanaf 8-jarige leeftijd en werkte in de tweede helft van de jaren 1920 als pianist en accordeonist in dansbands in Parijs, Australië, Hawaï en Californië. Hij schreef ook muziek voor films van D.W. Griffith en speelde in Paul Howard's Quality Serenaders. In 1930 verhuisde Foresythe naar Chicago. In Amerika schreef hij arrangementen voor Earl Hines en muziek voor Paul Whiteman. Hines maakte een van zijn liedjes, Deep Forest, tot een deel van zijn repertoire, terwijl Louis Armstrong, Fats Waller, Adrian Rollini en Hal Kemp de composities van Foresythe opnamen. Hij werkte in 1934-1935 in New York, waar hij voor Whiteman arrangeerde en opnamen maakte met Benny Goodman, John Kirby en Gene Krupa.
In Londen stelde Foresythe de studio-opnameband The New Music of Reginald Foresythe samen. Tussen 1933-1936 nam hij op voor British Columbia en British Decca, waarbij hij meestal zijn jazzy toongedichten belichtte. Onder de meer bekende waren Serenade to a Wealthy Widow, Garden of Weed, Dodging a Divorcee en Revolt of the Yes-Men. Zijn opnamen bevatten riet en saxofoon, maar geen hoorns. In januari 1935 organiseerde Foresythe een eenmalige sessie in New York, waarin Benny Goodman en Gene Krupa vier van zijn composities opnamen. Foresythe nam ook een aantal pianosolo's en pianoduetten op met Arthur Young (waaronder ten minste drie medleys en vier arrangementen van St. Louis Blues, Tiger Rag, Solitude en Mood Indigo voor HMV in 1938) .Hij diende in de Royal Air Force tijdens de Tweede Wereldoorlog, begeleidde vervolgens vocalisten en speelde solo piano in Londen in de jaren 1950. Foresythe werkte samen met songwriters Andy Razaf en Ted Weems en componeerde Be Ready (met beide), Please Don't Talk About My Man (met Razaf) en He's a Son of the South (met Razaf en Paul Denniker). Hij overleed in relatieve onbekendheid in 1958.

## Overlijden
Reginald Foresythe overleed in december 1958 op 51-jarige leeftijd.

## Discografie
Londen, 14 oktober 1933
- Serenade to a Wealthy Widow
- Angry Jungle
- Tea for Two

Londen, 1933 (datum onbekend) Reginald Foresythe, piano solo
- Caemembert
- Chromolithograph

Londen, 9 februari 1934
- The Duke Insists
- Berceuse for an Unwanted Child
- Garden of Weed
- Bit

Londen, 1934 (datum onbekend) Reginald Foresythe en Arthur Young, piano duet
- St. Louis Blues
- Because It's Love

Londen, 6 september 1934
- Deep Forest
- Lament for Congo
- Volcanic (Eruption For Orchestra)
- The Autocrat Before Breakfast

New York, 23 januari 1935
- The Melancholy Clown
- Lullaby
- The Greener The Grass
- Dodging a Divorcee

Londen, 1935 (datum onbekend) Reginald Foresythe en Arthur Young, piano duet
- Sweet Adeline (intro; Lonely Feet, Why Was I Born?, Here Am I)
- Sweet Adeline (cont; Don't you Ever Leave Me, We Were so Young)
- Roberta (intro; I Won't Dance, Lovely to Look At)
- Roberta (intro; smoke Gets in your Eyes, Touch of your Hand, I Won't Dance)

Londen 19 augustus 1935 (Reginald Foresythe & his Orchestra)
- Landscape
- Homage to Armstrong (Chinatown, My Chinatown)
- Tea for Two
- Sweet Georgia Brown

Londen, 1936? (datum onbekend) Arthur Young en Reginald Foresythe, piano duo met drums
- Anything Goes (Selection A)
- Anything Goes (Selection B)
- With The "Duke" (Part 1)
- With The "Duke" (Part 2)
- Hits of 1935 (Part 1)
- Hits of 1935 (Part 2)

Londen, 1936? (datum onbekend) Reginald Foresythe, piano solo
- Cheek to Cheek
- The Piccolino

Londen, 6 november 1936 (Reginald Foresythe & his Orchestra)
- Swing For Roundabout
- Anything You Like
- The Revolt of the Yes Men

Londen, 27 november 1936 (Reginald Foresythe & his Orchestra)
- Mead and Woad
- Mediation in Porcelain
- Cross the Criss
- Aubade
- Burlesque

Londen, 1938 (datum onbekend) Reginald Foresythe en Arthur Young, piano duet
- Solitude
- Mood Indigo
- Tiger Rag
- St. Louis Blues

- Bibsys: 4108382
- Bibliothèque nationale de France: cb13943169x (data)
- Gemeinsame Normdatei: 1180675959
- International Standard Name Identifier: 0000 0003 6973 171X
- Library of Congress Control Number: n97872507
- MusicBrainz: 7f9fad4b-5b40-4003-a55b-25327867d6f6
- SNAC: w64r9xhz
- Trove: 1528910
- Virtual International Authority File: 1775027
- WorldCat: E39PBJB8q373YqPCj3pKvvxxDq